# Rkhunter
Rkhunter (o Rootkit Hunter) es una herramienta de Unix que detecta los rootkits, las puertas traseras y los exploit locales mediante la comparación de los resúmenes MD5 de ficheros importantes con su firma correcta en una base de datos en línea, buscando los directorios por defecto (de rootkits), los permisos incorrectos, los archivos ocultos, las cadenas sospechosas en los módulos del kernel, y las pruebas especiales para Linux y FreeBSD.

## Cambio en potencia
Desde el 2006, el desarrollador inicial Michael Boelen estuvo de acuerdo en entregar el código fuente. Desde ese entonces las ocho personas que administran el proyecto han estado trabajando duro para desarrollarlo y hacer el mantenimiento de la versión. El proyecto se ha trasladado desde entonces a SourceForge.